# 棕藪鳥
棕薮鸟（学名：Atrichornis rufescens），是雀形目薮鸟科的一种鸟类。
棕薮鸟体重约24克，翼长约62.9毫米，嘴峰长约16.7毫米，喙宽度约2.9毫米，喙厚度约4.3毫米，跗蹠长约22.3毫米，尾长约71.1毫米。棕薮鸟在其分布区内为留鸟，其栖息在密集的高大树木组成的森林中，食性为肉食性，主要食物来源是陆生无脊椎动物。

## 亚种
- ：分布于澳大利亚东部（昆士兰州极东南部至新南威尔士州的直布罗陀山）。
- ：分布于新南威尔士州东部（多里戈高原（英语：Dorrigo Plateau）至巴林顿高原（英语：Barrington Tops））。[4]